# آخر الطريق (فلم)
آخر الطريق هو فيلم دراما مصري - لبناني - تركي من إخراج إيلهان أنجين وبطولة نجلاء فتحي، مديحة كامل، عزت جوناي، تورجوت أزاتاي وحسن جيلان. صدر الفيلم في لبنان في 17 يونيو 1968.

## نبذه
ينضم شاب إلى عصابة إجرامية من أجل مساعدة أسرته، تقوم العصابة بمهاجمة محل سوبر ماركت، ويهربون بالسيارة التي تتعطل في وسط الطريق، تطاردهم الشرطة، ويدخل المجرمون على بيت يسكنه رجل قانون كبير، يهددونه وأسرته ويحاولون إخفاء مسروقاتهم لديه، تتعقد الأمور عندما تنضم إليهم عصابة أخرى هاربة.